# Pocháyiv
Pocháiv (ucraniano: Поча́їв; polaco: Poczajów) es una ciudad de Ucrania, perteneciente al raión de Krémenets en la óblast de Ternópil.
En 2019, la ciudad tenía una población de 7735 habitantes. Desde 2015 es sede de un municipio que tiene una población total de unos dieciocho mil habitantes y que incluye como pedanías los pueblos de Vorshchivka, Budky, Valihury, Zatyshshia, Komarýn, Komarivka, Lídyjiv, Losiatyn, Rydómyl, Starí Pocháyiv y Starí Tarazh.
Se conoce la existencia del asentamiento desde 1442, cuando se menciona en un documento del Gran Ducado de Lituania, aunque en su origen no era un pueblo sino una finca rústica. Desde el siglo XVI alberga la Laura de Pochaiv, actualmente considerado el monasterio más importante del oeste de Ucrania, en torno al cual se desarrolló el pueblo. Tras pertenecer a varias familias nobles, en 1662 fue adquirido el pueblo por los Tarnowski, quienes consiguieron que en 1778 el rey Estanislao II Poniatowski le diera al asentamiento el Derecho de Magdeburgo. En la partición de 1795, el asentamiento se incorporó al Imperio ruso, hasta que en 1920 se integró en la Segunda República Polaca; en toda esta época fue clasificado como un miasteczko. En 1939 se incorporó a la RSS de Ucrania, que le dio el título de asentamiento de tipo urbano en 1940 y el de ciudad de importancia distrital en 1978.
Se ubica sobre la carretera P26, a medio camino entre Krémenets y Radyvyliv.